# Кириллова, Галина Николаевна
Галина Николаевна Кири́ллова (1916—1986) — советская артистка балета, педагог. Народная артистка УССР (1977). Заслуженная артистка РСФСР (1940). Лауреат Сталинской премии второй степени (1948).

## Биография
Родилась 5 (18 марта) 1916 года в Екатеринбурге.
Окончив Ленинградский хореографический техникум по классу педагога А. Я. Вагановой, была принята в труппу Ленинградского Малого театра оперы и балета, где работала с 1935 по 1942 год (участвовала в спектаклях до 1946 года); в 1942 году перешла в труппу Ленинградского театра оперы и балета имени С. М. Кирова, где танцевала до 1961 года. Была классической балериной с ярко выраженным лирико-драматическим и комедийным дарованием.
В 1956—1961 также была заведующей балетной труппой. В 1961—1970 годах — инспектор по хореографическим училищам в отделе учебных заведений Министерства культуры РСФСР. В этот же период, начиная с 1962 года, преподавала классический танец в Московском хореографическом училище.
Начиная с 1972 года Галина Кириллова — руководитель балетной труппы Театра оперы и балета УССР имени Т. Г. Шевченко (до 1974) и художественный руководитель Киевского хореографического училища (вплоть до своей смерти в 1986 году). Среди учениц Кирилловой — балерины Татьяна Таякина, Нина Семизорова, Анна Кушнарёва, Татьяна Боровик.
Умерла в Киеве 24 июня 1986 года.

## Балетные партии

### Малый театр оперы и балета
- 1936 — Мадлон, «Фадетта» Л. Делиба, балетмейстер Л. М. Лавровский.
- 1937 — Лиза, «Тщетная предосторожность» Л. Герольда, балетмейстер Л. М. Лавровский.
- 1938 — княжна Нина*, «Кавказский пленник» Б. В. Асафьева, балетмейстер Л. М. Лавровский.
- 1940 — Поповна, Чертовка, «Сказка о попе и о работнике его Балде» М. И. Чулаки, балетмейстер В. А. Варковицкий.
- 1940 — Магуль-Мегери, «Ашик-Кериб» Б. В. Асафьева.
- 1946 — Беатриче, «Мнимый жених» М. И. Чулаки, балетмейстер Б. А. Фенстер.
- Сванильда, «Коппелия» Л. Делиба.
- Зина, «Светлый ручей» Д. Д. Шостаковича.
- Королева бала, «Арлекинада».
- Марья-Краса, «Чудесная фата» С. А. Заранек.

(*) — первая исполнительница партии.

### ЛАТОБ имени С. М. Кирова
- Одетта-Одиллия, «Лебединое озеро» П. И. Чайковского.
- Белая кошечка, принцесса Флорина, принцесса Аврора, «Спящая красавица» П. И. Чайковского, хореография М. И. Петипа.
- Кривляка, «Золушка» С. С. Прокофьева.
- Снегурочка, «Весенняя сказка» на музыку П. И. Чайковского.
- Повелительница дриад, «Дон Кихот» Л. Минкуса, хореография М. И. Петипа.
- Гамзатти, «Баядерка» Л. Минкуса, хореография М. И. Петипа.
- Раймонда, «Раймонда» А. К. Глазунова, хореография М. И. Петипа.
- Мария, «Бахчисарайский фонтан» Б. В. Асафьева.
- Параша, Царица бала, «Медный всадник» Р. М. Глиэра, хореография Р. В. Захарова.
- Мирейль де Пуатье, «Пламя Парижа» Б. В. Асафьева, хореография В. И. Вайнонена.
- Вакханка, «Вальпургиева ночь», балетная сцена из оперы Ш. Гуно «Фауст».
- Милица, «Милица» Б. В. Асафьева.
- 7-й вальс и мазурка, «Шопениана» на музыку Ф. Шопена, хореография М. М. Фокина.

## Награды и премии
- 1939 — орден «Знак Почёта»[2]
- 1940 — заслуженная артистка РСФСР
- 1948 — Сталинская премия второй степени — за исполнение партии Беатриче в балетном спектакле «Мнимый жених» М. И. Чулаки на сцене ЛМАТОБ (1946).
- 1977 — народная артистка УССР